# 苏文武
苏文武（1993年10月20日—）是一名越南足球运动员，司职中场，效力于越南甲级联赛俱乐部平阳贝卡麦斯。

## 职业
20岁时，苏文武加入了他的一线队越南低级联赛球队Đồng Nai的青年学院。  
在2017赛季，他和越南甲级联赛球队平阳贝卡麦斯签约。

## 荣誉
平阳贝卡麦斯
- 越南国家杯： 2018 ； 2017年亚军
- 越南超级杯：2019年亚军